# Родригес, Ракель
Ракель «Роки» Родригес Седеньо (исп. Raquel «Rocky» Rodríguez Cedeño; род. 28 октября 1993, Сан-Хосе) — коста-риканская футболистка, форвард клуба «Портленд Торнс» и сборной Коста-Рики.

## Карьера

### Клубы
Родилась и выросла в Сан-Хосе в семье бывшего футболиста сборной Коста-Рики и клуба «Эредиано» Сивианно Родригеса. В футбол начала играть с 4-х лет вместе с братом и отцом. Затем выступала за школьную команду. Позже переехала в США, где женский футбол развит намного сильнее.
С 2012 по 2015 год выступала за команду Университета Пенсильвании, была капитаном команды. В 2015 году стала победительницей чемпионата NCAA, забив победный мяч в финале в ворота «Дьюк Блю Девилз». Стала обладательницей «Херманн Трофи», приза, вручаемого лучшим футболистам студенческого чемпионата.
В 2016 году была выбрана на драфте NWSL под общим 2-м номером клубом «Скай Блю». В дебютном сезоне провела за команду 18 матчей, забив 1 гол. По итогам чемпионата 2016 года получила приз Лучшему новичку NWSL. В 2017 году стала автором самого быстрого гола в истории Лиги, забив в ворота «Портленд Торнс» на 24-й секунде матча.
12 октября 2017 года, на правах аренды на сезон 2017/18, перешла в «Перт Глори», став первой футболисткой из Центральной Америки в австралийской W-Лиге.

### Сборная
В составе национальной сборной выступала на чемпионате мира 2015. Сыграла в трёх матчах группового турнира. В матче с Испанией забила первый гол сборной на чемпионатах мира.